# Dogaresse

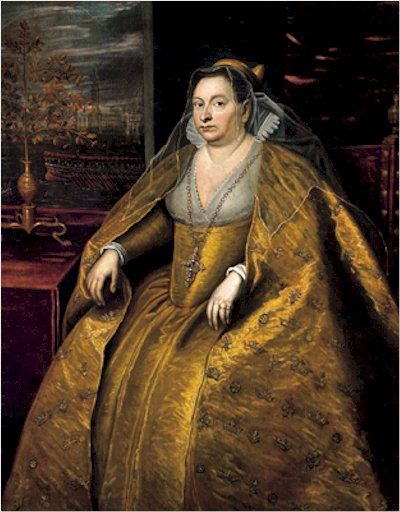
Portrait de la dogaresse Morosina Morosini par Tintoret.

La dogaresse (en italien dogaressa) était, dans les républiques italiennes, l'épouse du doge.
Issue d'une famille aristocrate, elle était exclue de tout exercice du pouvoir. Dans le cas de Venise, elle appartenait à une des trois sortes de famille noble.

## Liste de dogaresses vénitiennes
- 804-811 : Carola
- 811-827 : Elena
- 827-830 : Felicita
- 888-912 : Angela Sanudo
- 942–959 : Arcielda Candiano
- 959–966 : Giovanniccia Candiano
- 966–976 : Valdrade de Toscane
- 976–978 : Felicia Malipiero
- 979-991 : Marina Candiano
- 991-1009 : Maria Candiano
- 1009–1026 : Grimelda de Hongrie [1]
- 1075–1083 : Theodora Doukaina Selvo
- 1084-1096 : Cornella Bembo
- 1096–1102 : Felicia Cornaro
- 1102–1116 : Matelda Falier
- 1116–1130 : Alicia Michele
- 1148-1156 : Sofia
- 1156–1172 : Felicita Maria di Boemodo
- 1172-1178 : Cecilia
- 1192-1205 : Felicita Bembo [2]
- 1205–1229 : Constance de Sicile (fille de Tancrède de Lecce), ép. de Pietro Ziani
- 1229–1240 : Maria Storlato
- 1242–1249 : Valdrade de Sicile
- 1252-1268 : Loicia da Prata
- 1268-1275 : Marchesina Ghisi [3] (fille de Geremia Ghisi), ép. de Lorenzo Tiepolo
- 1275-1280 : Jacobina
- 1280-1289 : Caterina
- 1289-1310 : Tomasina Morosini
- 1310-1312 : Agnese
- 1312-1329 : Franchesina
- 1329-1339 : Elisabetta
- 1339-1342 : Giustina Cappello
- 1342-1354 : Francesca Morosini
- 1354–1355 : Aluycia Gradenigo
- 1355-1356 : Marina Cappello
- 1361-1365 : Maria Giustiniani [4]
- 1365-1367 :  Caterina Corner
- 1382-1382 : Cristina Condulmiero
- 1382-1400 : Agnese
- 1400–1413 : Marina Galina
- 1423–1457 : Marina Nani
- 1457–1462 : Giovanna Dandolo
- 1462–1471 : Cristina Sanudo
- 1471-1472 : Aliodea Morosini
- 1473-1474 : Contarina Contarini Morosini
- 1474-1476 : Laura Zorzi
- 1476-1478 : Regina Gradenico
- 1478-1485 : Taddea Michiel
- 1485-1486 : Lucia Ruzzini
- 1486-1501 : Elisabetta Soranzo
- 1501-1521 : Giustina Guistiniani
- 1521-1523 : Caterina Loredan
- 1523-1538 : Benedetta Vendramin
- 1538-1545 : Maria Pasqualigo
- 1545–1553 : Alicia Giustiniani
- 1556–1559 : Zilia Dandolo
- 1559-1567 : Elena Diedo
- 1567-1570 : Maria Cappello
- 1570–1577 : Loredana Marcello
- 1577-1578 : Cecilia Contarini
- 1578-1585 : Arcangela Canali
- 1585-1595 : Laura Morosini
- 1595–1606 : Morosina Morosini
- 1618-1623 : Elena Barbarigo
- 1625-1629 : Chiara Dolfin
- 1655-1656 : Paolina Loredan
- 1656-1656 : Andreana Priuli
- 1656-1658 : Elisabetta Pisano
- 1658-1659 : Lucia Barbarigo
- 1694–1700 : Elisabetta Querini
- 1709-1722 : Laura Cornaro
- 1735-1741 : Elena Badoero
- 1763–1769 : Pisana Cornaro
- 1771–1779 : Polissena Contarini Da Mula
- 1779–1789 : Margherita Dalmet
- 1789–1792 : Elisabetta Grimani